# Hades (película)
Hades, vida después de la muerte es una película mexicana de género cristiano, de 1993 protagonizada por Raúl Araiza, Omar Fierro y Patricia Rivera. Fue escrita y dirigida por Paco del Toro y Gerardo Paz, quien también trabajo como productor.

## Sinopsis
Carlos y Adriana, dos grandes amigos que forman parte de un grupo de jóvenes que se alcoholizan constantemente y salen a bailar a las discotecas. Ambos no tardarán en compartir una gran experiencia que será el final de su vida.
Adriana siempre provocaba a los hombres y eso producía el odio de las demás jóvenes hacia ella, la razón en que Adriana tiene una fuerte discusión y peleas con una de ellas. Carlos con sus amigos se dedican a robar en las tiendas y logran abusar sexualmente de una joven llamada Graciela que iba de compras. Un día, Pablo, un hombre bisexual, es utilizado para una broma de Adriana, en que consistía en hacer un video con ella donde ambos tienen relaciones, pero este por su sexualidad la rechaza. Al darse cuenta de que estaba Carlos escondido con una cámara de vídeo, este se avergüenza y se tira de la ventana del edificio y muere.
Adriana se atormenta diciendo que ella es la culpable de la muerte de Pablo, pero busca ayuda a Esteban un joven que le hace conocer a Dios y la biblia. Adriana cambia completamente, se vuelve una mujer buena, cristiana y está dispuesta a rehacer su vida. Lo primero que hace, es buscar a Carlos para ayudarlo y hablarle de Dios. Carlos conduce su camioneta mientras escucha las palabras de Adriana, pero este se burla y rechaza la religión. Adriana decide bajar de la camioneta e irse pero viene un camión y los atropella a ambos donde terminan muriendo.
Adriana es llamada por el cielo, mientras que Carlos es atacado varias veces de una manera violenta por espíritus del infierno. Más tarde, Carlos entra al infierno y ve a Pablo que se había suicidado por su bisexualidad y la Graciela que el violó anteriormente. Carlos queda atormentándose el resto de sus días en el infierno sin poder salir y gritando de desesperación acordándose últimamente de Dios, aunque ya era tarde.

## Elenco
- Raúl Araiza como Carlos.
- Patricia Rivera como Adriana.
- Omar Fierro como Esteban.
- Óscar Flores como Pablo.
- Lorena Victoria como Nora.
- Alfredo Alegría como Miguel.
- Pepe Magana como Mole.
- Alicia Lagunas como Sexy.
- Aidee Martel como Ana.
- Roberto Huicochea como Findus.
- Polo Salazar como Javier.
- Gabriel Jotar como Dr. Luna
- Bernardo Krinsky como el Cardiólogo de la clínica.
- Oscar Casteneda como Dr. Márquez
- Herman López como el anestesista.
- Judith Velazco como enfermera.
- Martha Magano como enfermera.
- Elida López como Mónica.
- Magda Vizcaíno como Abuela.
- Raúl Morales como Rubén.
- Alejandro Ruiz como Comandante.
- Pedro Abad como el paramédico.
- Pedro Noguez como el paramédico.
- Taurino Juárez como el paramédico.
- Jesús Sánchez como el paramedico.
- Miguel Galván como demonio en el infierno.
- Héctor Mendoza como demonio en el infierno.
- Fernando Vesga como demonio en el infierno.
- Norma Iturbe como persona en el infierno.
- Raúl Farias como persona en el infierno.
- Fernando Ávilas como persona en el infierno.
- Iván Zayas como persona en el infierno.
- Emilia Fischer como persona en el infierno.
- Rosalia Patoni como persona en el infierno.

## Escenas del infierno
Se utilizaron un estudio bastante amplio para darle forma de una cueva, también aerosoles para efectos de fuego, luces de color rojo y azul y maquillaje para los demonios que se encontraban allí, lo que hizo un verdadero costo. Estas escenas fueron cortadas en algunos países, por la razón en que demuestra a la película de una forma muy fuerte y desesperante.
Paco del Toro tuvo mucho éxito con esta película y fue criticado de forma positiva por el público, más tarde este dirige más películas cristianas como Cicatrices, en el año 2007, más exitosa y ganadoras de premios a la mejor película, en cambio Pink recibió peores críticas y Paco del Toro fue perseguido por la comunidad LGBTQ, siendo uno de los directores más destacados del cine cristiano en Latinoamérica.